# Hồ Hán Dân

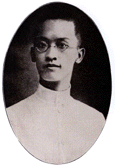
Viện trưởng Lập pháp viện Trung Hoa Dân Quốc

Hồ Hán Dân (giản thể: 胡汉民; phồn thể: 胡漢民; bính âm: Hú Hàn Mín; sinh tại Phiên Ngung, Quảng Đông, Trung Hoa, vào ngày 9 tháng 12 năm 1879; mất tại Quảng Đông, Trung Hoa ngày 12 tháng 5 năm 1936) là một trong những lãnh tụ đầu tiên và một nhân vật phái tả rất quan trọng của Trung Quốc Quốc Dân Đảng.

## Tiểu sử
Có tài liệu xác nhận Hồ Hán Dân nhận mình là dòng dõi của Hồ Hán Thương, vua thứ 2 nhà Hồ nước Đại Ngu (Việt Nam hiện nay) đầu thế kỷ 15.
Hồ Hán Dân đỗ Cử nhân năm 21 tuổi. Ông học tại Nhật Bản từ năm 1902, rồi gia nhập Đồng minh hội, làm biên tập viên Minh báo năm 1905. Từ năm 1907-1910, ông tham gia vài cuộc khởi nghĩa vũ trang. Không lâu sau Cách mạng Tân Hợi năm 1911, ông được bổ nhiệm Đốc quân Quảng Đông và Bí thư trưởng Chính phủ lâm thời. Ông tham gia Cách mạng lần thứ 2 năm 1913, rồi theo Tôn Dật Tiên sang Nhật sau khi cách mạng thất bại. Tại đó họ thành lập Trung Hoa Cách mệnh Đảng. Hồ về lại Quảng Đông từ 1917-1921 hoạt động cùng Tôn Dật Tiên, với tư cách Bộ trưởng Giao thông rồi cố vấn chính.
Hồ được bầu làm Ủy viên Chấp hành Trung ương trong hội nghị Quốc dân đảng lần thứ 1 vào tháng 1 năm 1924. Tháng 9, ông tạm quyền thống chế, khi Tôn Dật Tiên rời Quảng Châu đi Thiều Quan. Tôn qua đời tại Bắc Kinh vào tháng 3 năm 1925, và Hồ trở thành một trong tam đầu chế Quốc dân đảng. Hai nhân vật còn lại là Uông Tinh Vệ và Liêu Trọng Khải. Liêu bị ám sát vào tháng 8 cùng năm, còn Hồ bị nghi ngờ và bị bắt. Sau Sự kiện Ninh Hán chi tranh năm 1927, Hồ ủng hộ Tưởng Giới Thạch và trở thành Viện trưởng Viện Lập pháp tại Nam Kinh.
Sau đó ngày 28 tháng 2 năm 1931, ông bị Tưởng Giới Thạch giam lỏng tại nhà do xung đột về hiến pháp lâm thời mới. Áp lực trong nội bộ Đảng buộc Tưởng phải thả ông. Sau sự kiện này, ông trở thành một lãnh tụ thế lực ở phương Nam, kiên trì phương châm chính trị 3 chống: chống quân Nhật xâm lược và giết chóc, chống quân Cộng sản, và chống vị lãnh tụ tự phong Tưởng Giới Thạch. Các phe phái chống Tưởng trong Quốc dân đảng tụ họp tại Quảng Châu để thành lập chính phủ đối lập. Họ yêu cầu Tưởng từ bỏ cả hai chức vụ Tổng tài và Thủ tướng. Nội chiến bị gián đoạn vì quân Nhật xâm lược Mãn Châu. Hồ tiếp tục thống trị phương Nam, căn cứ của Quốc dân đảng, với sự hỗ trợ của Trần Tế Đường và quân phiệt Tân Quế. Tại đó ông cố gắng thành lập một chính phủ kiểu mẫu không tham nhũng và bè đảng để làm mất uy tín chính thể Nam Kinh của Tưởng.
Hồ Hán Dân cũng ủng hộ các hoạt động kháng Nhật, chỉ trích Tưởng bất lực không có một chính sách đối ngoại mạnh mẽ với ngoại bang đang tàn phá Trung Hoa.
Hồ Hán Dân viếng thăm châu Âu và dừng công kích Tưởng Giới Thạch từ tháng 6 năm 1935. Trong phiên họp đầu tiên của Hội nghị Trung ương Trung Quốc Quốc dân đảng lần thứ 5 vào tháng 12 năm 1935, ông được bầu vắng mặt làm Chủ tịch Ủy ban Thường vụ. Hồ trở về Trung Quốc vào tháng 1 năm 1936, và sống tại Quảng Châu tới khi mất vì xuất huyết não ngày 12 tháng 5 năm 1936, hưởng dương 58 tuổi.
Cái chết của ông khơi mào một cuộc khủng hoảng. Tưởng muốn thay thế Hồ bằng những thân tín của mình và chấm dứt tình trạng độc lập của phương Nam dưới thời Hồ. Kết quả là Trần Tế Đường và phe Tân Quế âm mưu lật đổ Tưởng. Trong "Sự biến Lưỡng Quảng", Trần buộc phải từ chức Chủ tịch tỉnh Quảng Đông sau khi Tưởng hối lộ nhiều sĩ quan của Trần khiến họ làm phản và âm mưu thất bại.